# Abandonnée et trahie
Pour plus de détails, voir Fiche technique et Distribution.
Abandonnée et trahie (Abandoned and Deceived) est un téléfilm américain réalisé par Joseph Dougherty, diffusé en 1995.

## Synopsis
une mère trahie par son mari et elle le divorce et elle prend soin ses 2 fils.

## Fiche technique
- Titre original : Abandoned and Deceived
- Réalisation : Joseph Dougherty
- Scénario : Joseph Dougherty
- Producteurs exécutifs : Candace Farrell, Marilu Henner et Robert Lieberman
- Produit par : Crystal Beach Entertainment et TriStar Television
- Directeur de la photographie : Thomas Del Ruth (en)
- Décors : Ellen Brill
- Montage : Pam Ziegenhagen
- Costumes : Matthew Jacobsen
- Casting : Harriet Greenspan et Rhonda Young
- Musique : Laura Karpman
- Pays d'origine :  États-Unis
- Langue originale : anglais
- Format : couleur — 1,33:1 — son stéréo
- Genre : drame
- Durée : 90 minutes

## Distribution
- Lori Loughlin (VF : Vanina Pradier) : Gerri Jensen
- Brian Kerwin (VF : Patrick Borg) : Doug
- Farrah Forke (VF : Laura Blanc) : Sarah
- Eric Lloyd (VF : Lewis Weill) : Matthew
- Bibi Besch : Iris
- Rosemary Forsyth : Juge
- Tyler Cole Malinger (VF : Valentin Maupin) : Jake
- Anthony Tyler Quinn (VF : Denis Laustriat) : Gary
- Amy Steel (VF : Dorothée Jemma) : Susie
- Gordon Clapp (VF : Marc Perez) : Donald Quinn
- Linden Chiles : le père de Gerri
- Tory Fairbrother : Judith
- Connie Sawyer : Rose
- Patti Yasutake : responsable de l'aide sociale